# Альберт Водріг
Альберт Водріґ (нім. Albert Wodrig; 16 липня 1883, Берлін — 31 жовтня 1972, Бад-Енгаузен) — німецький офіцер, генерал артилерії вермахту. Кавалер Лицарського хреста Залізного хреста.

## Біографія
Учасник Першої світової війни. Після завершення війни продовжив службу в рейхсвері, був офіцером генштабу в різноманітних частинах.
З 1 жовтня 1934 по 10 листопада 1938 року — командир 21-ї піхотної дивізії. З 22 серпня 1939 по 1 жовтня 1942 року — командир 26-го армійського корпусу.

## Нагороди[1]
- Залізний хрест 2-го і 1-го класу
- Ганзейський Хрест (Гамбург)

- Почесний хрест ветерана війни з мечами
- Медаль «За вислугу років у Вермахті» 4-го, 3-го і 2-го класу (18 років)

- Застібка до Залізного хреста 2-го і 1-го класу
- Медаль «За зимову кампанію на Сході 1941/42»
- Лицарський хрест Залізного хреста (19 липня 1940)
- Німецький хрест в золоті (22 квітня 1942)
- Орден Хреста Свободи (29 березня 1943)